# Ortscho-Gletscher
Der Ortscho-Gletscher (bulgarisch Ледник Орчо Lednik Ortscho) ist ein 2 km langer und 1,9 km breiter Gletscher auf Clarence Island im Archipel der Südlichen Shetlandinseln. Er fließt von der Ostseite des Ravelin Ridge nördlich des Treskawez-Gletschers und südsüdwestlich des Banari-Gletschers in östlicher Richtung zum Südlichen Ozean, den er nördlich des Gesha Point erreicht.
Die bulgarische Kommission für Antarktische Geographische Namen benannte ihn 2014 nach dem bulgarischen Rebellenführer Ortscho Wojwoda (1829–1911).